# Ophthalmis privata
Ophthalmis privata är en fjärilsart som beskrevs av Walker 1864. Ophthalmis privata ingår i släktet Ophthalmis och familjen nattflyn. Inga underarter finns listade i Catalogue of Life.